# 上等兵
上等兵（英語：Private First Class），簡稱上兵，是軍人的職銜，在部隊之中通常是服役年資最久的士兵，為士兵階級的最高等級，有些國家有在上等兵以上再加一級階級，如第二次世界大戰期間大日本帝國陸軍的兵長與法國外籍兵團的伍長 ，梵蒂岡的副下士，美國海軍陸戰隊的准下士等。

## 中華民國
在中華民國國軍軍階制度中，進入陸軍各新訓中心八週完成軍事基礎訓練，鑑測為合格步槍兵，於撥發部隊或在各兵科學校受訓第二專長後抽籤撥發部隊，報到時軍階為二等兵，服役滿半年可以晉升為一等兵；再服役滿一年，由所屬部隊連長或主官依權責及缺額晉升為上等兵。由於國軍現階段之人力，自2018年12月26日最後一梯陸軍2225梯、空軍892梯、海軍892梯、海軍陸戰隊811梯，四個軍種共412名義務役士兵退伍後（這些梯次軍階均已無升至上等兵，應為一等兵退伍）。為了配合募兵政策推動，中華民國國防部預計在2018年全面停止徵召常備兵，未來民國82年次前的役男將服替代役1年，民國83年次後的役男則接受4個月的軍事訓練(以二等兵階級結訓)，但仍可因家庭（4個月）或宗教（6個月）因素申請服替代役，不再分軍階，而國軍各部隊均全面採取募兵制，因此國軍現行部隊中的上等兵階級皆為志願役，志願役上等兵薪資為新臺幣37,655元（不含各項加給），志願役上等兵最多可以服役10年。
依據兵役法第3條、陸海空軍軍官士官服役條例第5條、志願士兵服役條例第5條及後備軍人管理規則第42條等規定，義務役上等兵至屆滿三十六歲當年之十二月三十一日除役，志願役上等兵至屆滿四十五歲之當年之十二月三十一日除役，不另發除役令。

中華民國陸軍上等兵臂章
中華民國海軍上等兵臂章
中華民國海軍陸戰隊上等兵臂章
中華民國空軍上等兵臂章
中華民國海洋委員會海巡署上等兵肩章

## 中華人民共和國
在中国人民解放军军衔制度中，以上等兵授予义务兵役制下第二年士兵作为军衔，第一年的士兵為列兵，中國人民武裝警察部隊義務役亦有上等兵之警銜。

中国人民解放军上等兵肩章

## 美國
美国陆军上等兵称“Private 1st Class (PFC)”，美国海军上等兵为“Seaman (SN)”（其中海军陆战队为“Lance corporal [LCpl]）”，美国空军上等兵为“Airman 1st Class (A1C)”。

美國陸軍的上等兵臂章

## 朝鲜半岛
朝鲜人民军中此一级的对应汉字为“下级兵士（하급병사 Hagŭp-pyŏngsa）”，大韩民国国军则为“一兵（일병 Ilbyong）”。